# Camden Riviere
Camden Riviere (né en 1987) est un joueur gaucher américain de jeu de paume. Il est devenu Champion du Monde le 21 mai 2016, en battant le champion en titre Robert Fahey 7 sets à 2 sur le court du National Tennis Club, Newport, Rhode Island. Depuis septembre 2013, il est classé au premier rang dans le monde pour ce sport.

## Enfance
Camden Scott Riviere est née le 20 mai 1987 à Charleston, Caroline du Sud, mais a grandi dans les environs de Aiken, Caroline du Sud. Il a commencé à jouer au jeu de paume à l'âge de 5 ans avec son père Rhett et grand-père Hank, et a joué son premier tournoi à l'âge de 7 ans. Le premier entraîneur de Camden était le professionnel de l'époque au club de Aiken, Mark Devine. En tant que junior, Camden a fait partie de l'équipe nationale américaine et participé à la Clothier Cup et Van Alen Cup. Au cours de ses premières années d'adolescence, Camden jouait déjà au plus haut-niveau amateur, remportant des tournois tels que l'US Open Amateur et la Raquette d'Or. Camden a également joué pour les États-Unis dans la Coupe Bathurst.
Au 24 avril 2017, Rivière n'a pas perdu un match en vingt-quatre tournois et il a enregistré un nombre stupéfiant de trente-quatre victoires en tournois en simple et en double, depuis 2013.

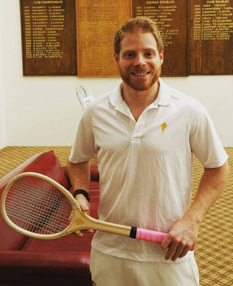
Camden Riviere

## Les titres simples
- Championnat Du Monde: de 2016 à 2018
- Open D'Australie: 2015, 2017
- British Open: 2014, 2016
- Open De France: 2012, 2013, 2014, 2016, 2017
- US Open: 2009, 2013, 2014, 2015, 2016, 2017
- Trophée Des Champions: 2017
- Open National: 2010, 2012, 2013, 2014, 2015, 2017
- Championnats IRTPA: 2012, 2013, 2014, 2017
- Coupe Schochet: 2010, 2011, 2012, 2013, 2014, 2015, 2016, 2017
- Open Européen: 2008, 2009, 2012, 2013
- Open Victoria: 2013

## Titres de Doubles
- Championnat du monde: 2015 - Présent (avec Tim Chisholm)